# Francis Powell (1er baronnet)
Francis Sharp Powell, 1er baronnet (29 juin 1827 - 24 décembre 1911) est un homme politique conservateur anglais qui siège à la Chambre des communes entre 1863 et 1910.

## Biographie
Powell est le fils du révérend Benjamin Powell de Wigan et son épouse Anne Wade, fille du révérend T. Wade. Il fait ses études à Uppingham School, Sedbergh School et St John's College, Cambridge. Il est admis au barreau d'Inner Temple en 1853 et pratique sur le circuit nord. Il est juge de paix pour le Lancashire et le West Riding of Yorkshire.
Lors des élections générales de 1857, Powell est élu député de Wigan, mais n'est pas réélu en 1859. Plus tard au cours de cette législature, il est élu lors d'une élection partielle à Cambridge, et réélu en 1865 et occupe le siège jusqu'à sa défaite aux élections générales de 1868.
Il est ensuite élu député de la division nord de West Riding, Yorkshire en 1872, mais perd le siège aux élections générales de 1874. Il est élu député de Wigan lors d'une élection partielle en janvier 1881, mais est démis de ses fonctions en raison de pratiques de corruption lors de l'élection. Il se présente à nouveau pour Wigan aux élections générales de 1885 et est élu. Il occupe le siège jusqu'aux élections générales de janvier 1910. Il est membre de la Commission royale sur l'assainissement et est créé baronnet de Horton Old Hall en 1892. Powell est un bienfaiteur des écoles Wigan et Sedbergh et est président des gouverneurs de Sedbergh pendant plus de 35 ans.
Powell est élu membre du conseil de Selwyn College, Cambridge, en juin 1902 et reçoit la citoyenneté de la ville de Bradford le 24 octobre 1902, « pour service éminent rendu à la ville au cours de sa carrière » . Il est président de la Royal Statistical Society de 1904 à 1905 .

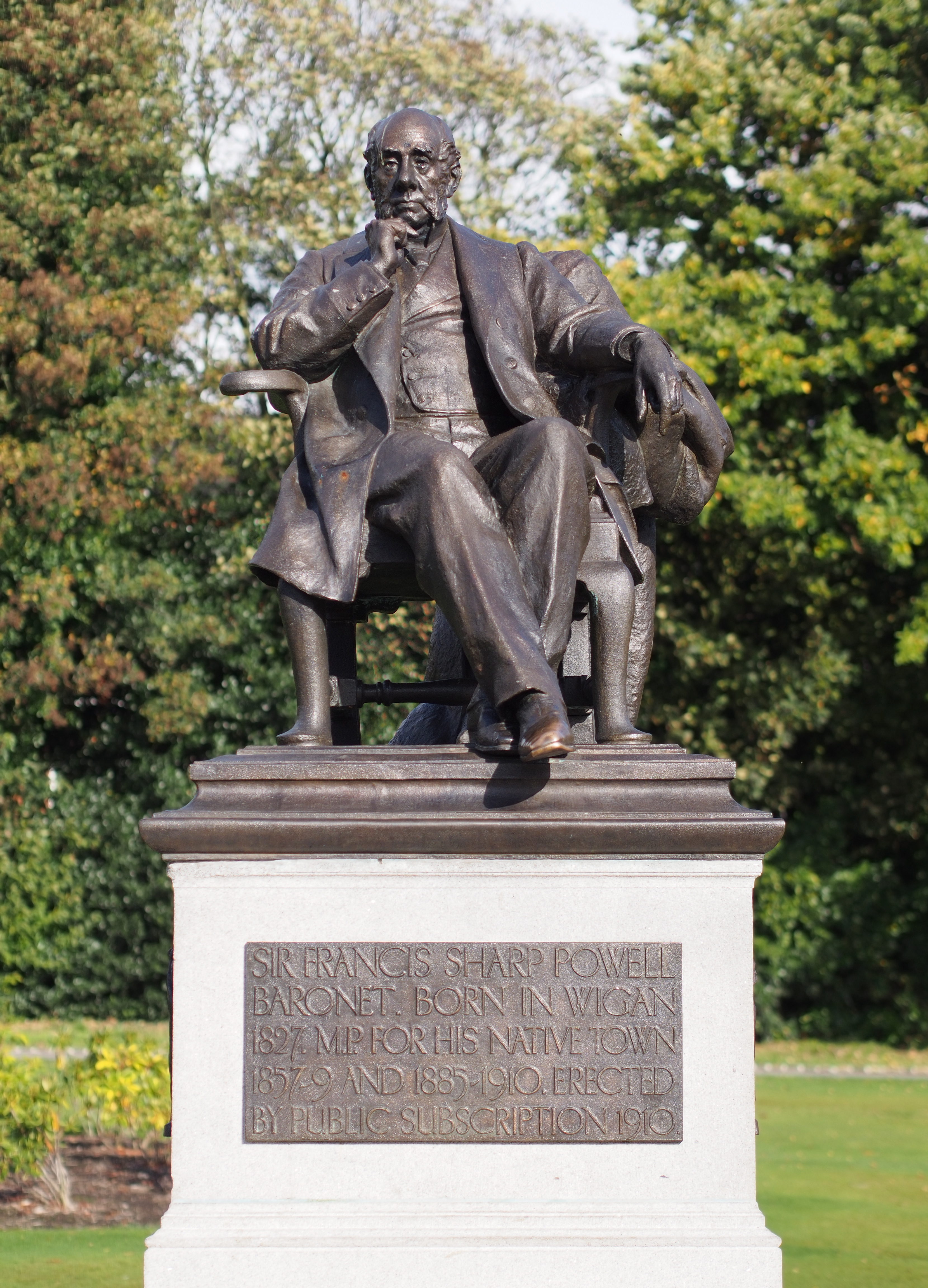
La statue, restaurée en 2012

Powell est décédé à Horton Old Hall, dans le Yorkshire, à l'âge de 84 ans et une statue de lui se dresse à Mesnes Park, au centre de la ville de Wigan.
Powell épouse Anne Gregson de Toxteth Park, Liverpool en 1858. Il n'a pas d'héritier pour hériter de la baronnie qui s'éteint à sa mort.